# Martín Cortés (el mestizo)
Martín Cortés Malintzin, el Mestizo (c.1522-1569) fue el hijo primogénito de Hernán Cortés y La Malinche, quien era intérprete y consejera del conquistador castellano. Es considerado también como uno de los primeros mestizos de Nueva España.

## Nacimiento
Respecto de su fecha de nacimiento, esta no ha sido fijada con precisión. El académico e historiador José Luis Martínez, afirma en su obra Hernán Cortés editada por la UNAM y Fondo de Cultura Económica:

A fines de 1522, justo cuando había llegado a Coyoacán Catalina Suárez, primera mujer de Cortés, doña Marina dio al conquistador su primer hijo varón, que se llamó Martín como su abuelo español
Jose Luis Martínez

Por otra parte, durante un pleito habido entre los hermanos homónimos, Martín Cortés Malintzin y Martín Cortés Zúñiga, la defensa del segundo de ellos declaró que Martín Cortés Malintzin fue engendrado y nacido mientras Hernán Cortés era casado con Catalina Suárez. Esto confirma que el nacimiento de Martín Cortés Malintzin fue antes de la muerte de la primera esposa de Cortés, la cual sucedió en noviembre de 1522.
Junto con sus medio hermanos Catalina Pizarro y Luis de Altamirano, Martín Cortés Malintzin fue declarado hijo legítimo por Bula papal de Clemente VII en 1528. En 1533 nació Martín Cortés Zúñiga, su medio hermano homónimo, hijo de Hernán Cortés y Juana de Zúñiga.

## Primeros años

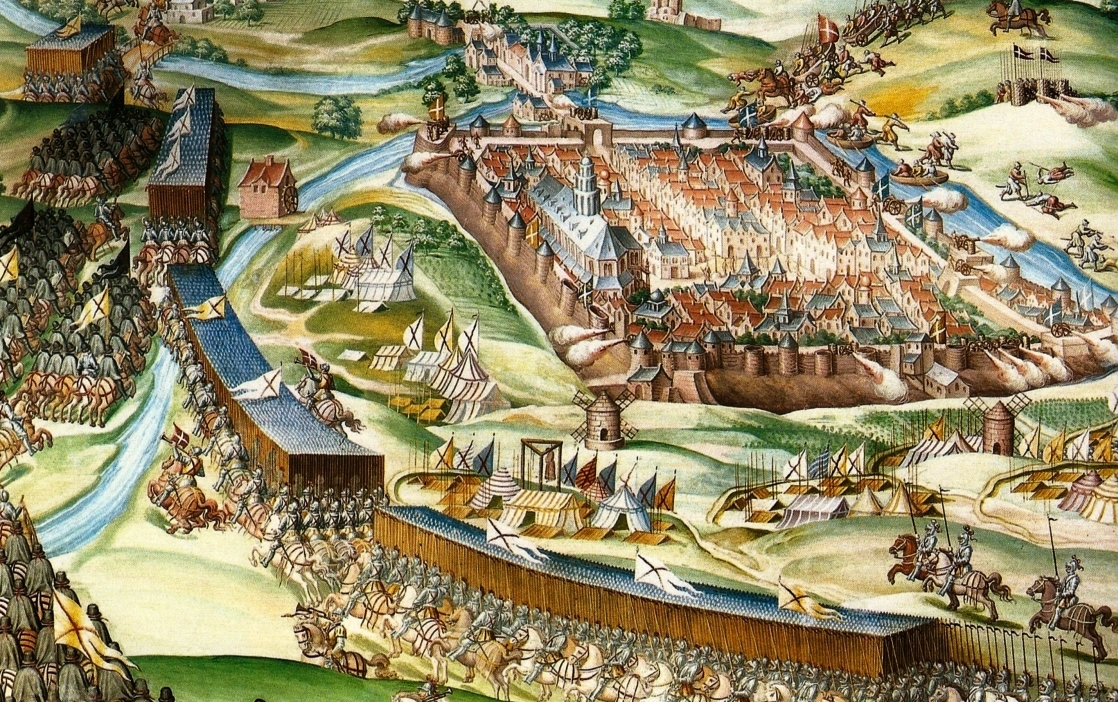
Asedio de San Quintín

Lo llamaron Martín en memoria del padre de Cortés.  Cuando Martín tenía solo dos años, su madre y su padre lo dejaron al cuidado de Juan Altamirano, primo de Cortés, para ir a una expedición a Honduras. Durante la expedición, Malintzin se casó con el español Juan Jaramillo y nunca más vivió con Martín. Cuando Martín tenía 6 años se mudó con Cortés a España.[cita requerida]

## Vida en España
En mayo de 1528 Martín llegó al puerto de Palos de la Frontera. En junio de 1528, Cortés llevó a Martín en su viaje para encontrarse con el emperador Carlos V. Sin embargo, resultó ser una tarea difícil. Según una carta escrita dos años después de esta reunión, Cortés escribió: "Después de besar las manos de Su Majestad en Barcelona",[cita requerida] lo que implica que Cortés se reunió con el rey en Barcelona.  En 1529, Hernán Cortés contrató a un abogado para presentar una petición al  Papa Clemente VII para legitimar a Martín, que pasó la mayor parte de su adolescencia en la corte real. El tiempo exacto que pasó allí es discutible. Sin embargo, según cartas del tutor de Martín que se encuentran en los archivos de la corte real, todavía vivía allí en septiembre de 1530. Después de pasar un tiempo estudiando en la corte real, Martín se convirtió en paje del príncipe Felipe en 1537. Bajo su protección, fue educado en los ideales caballerescos y de la reserva. Fue soldado de la Corona española, combatiendo en Piamonte y Lombardía, además de participar en la batalla de San Quintín y, junto a su padre, en la toma de Argel frente a los piratas berberiscos.

## Don Martín Cortés
En 1532, Hernán Cortés tuvo otro hijo, esta vez con su segunda esposa, la aristócrata española Doña Juana de Zúñiga. También llamó a este Martín en honor a su padre, pero este a diferencia del mestizo, este tenía el título aristocrático de "don", un marcador que cualquiera que lo poseyera conservaría desde la cuna hasta la tumba. En octubre del mismo año nació su medio hermano Don Martín, Martín enfermó. Según cartas entre Hernán Cortés y su primo, Francisco de Núñez, padecía lamparones, enfermedad que se llamaba "el mal del rey" porque algunos pensaban que el rey podía curarla.  Esta es una forma de tuberculosis conocida como "escrófula"; sin embargo, no muchas personas lo padecen comúnmente. En la primavera de 1540, Cortés regresó a España por última vez; esta fue la primera vez que se reunieron Martín Cortés, el mestizo, y Don Martín Cortés, el criollo. En 1541, Cortés fue nombrado caballero de la Orden de Santiago y luchó por ganar Argel para Carlos I.  En abril de 1547, Cortés luchó en la Batalla de Muhlberg en Alemania.

## Muerte de Hernán Cortés y edad adulta en España

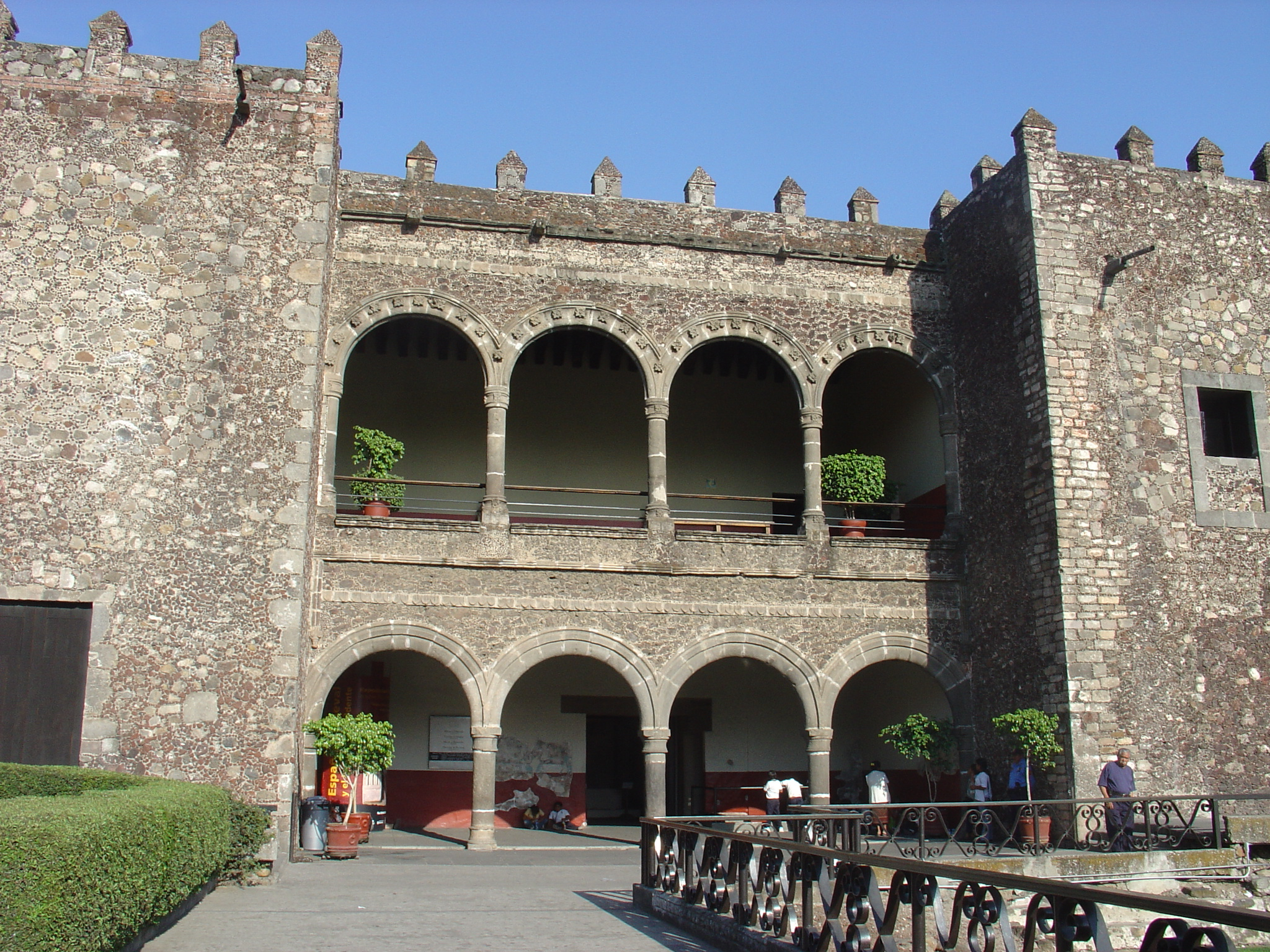
Palacio de Cortés, asiento del marquesado de Oaxaca hasta 1629

Hernán Cortés murió en Castilleja de la Cuesta, España, el 2 de diciembre de 1547. Aunque Martín Cortés, hijo de Malintzin, era su primogénito, su principal heredero fue su hijo legítimo, Don Martín Cortés, quien le sucedió en el título de Marqués de la Valle de Oaxaca. Tres años más tarde, en 1550, cuando Martín tenía veintiocho años, pasó un año en Europa luchando en los ejércitos del Sacro Emperador Romano.  En 1557, Martín Cortés contrató a un abogado para demandar a su hermano por ciertas minas y esclavos que supuestamente le fueron otorgados por su padre 8 años antes de su muerte. Esta fue una batalla que se prolongó durante varios años. Sin embargo, durante el proceso de esta batalla, España aprobó las Nuevas Leyes que decían que todo esclavo en la Nueva España era libre.

## Regreso a México
En septiembre de 1562, después de un terrible viaje, Martín Cortés llegó al puerto de San Francisco de Campeche.  A fines de enero de 1562, Cortés y sus dos medio hermanos, el otro Martín Cortés y Luis Cortés, zarparon hacia Veracruz, la ciudad que su padre había fundado apenas 44 años antes. En febrero, los hermanos Cortés habían llegado a la antigua casa de sus padres y al lugar de nacimiento de Martín Cortés, hijo de Malinche, Tenochtitlán. Siendo heredero de Hernán Cortés, Don Martín Cortés Zúñiga (el hijo legítimo, no hijo de la Malinche) era ahora Marqués del Valle de Oaxaca. 
En 1566 llegó a México la noticia de que las leyes de encomienda o leyes de encomienda que cambiaban el sistema de encomienda que decían que a la muerte del encomendero, todas sus propiedades pertenecerían al gobierno y no a la familia del fallecido. En marzo de 1566, los hermanos Gil y Alonso de Ávila celebraron una fiesta en su casa de México. Este fue el lugar donde supuestamente ocurrió lo que se conocería como el "complot del marqués".  Los hermanos se habían vestido como caciques mexicanos y rendían homenaje a alguien vestido como Hernán Cortés. Para los hermanos Cortés y sus amigos, esto fue simplemente una farsa. Sin embargo, la corte española en Nueva España lo vio como un intento de derrocarlos.

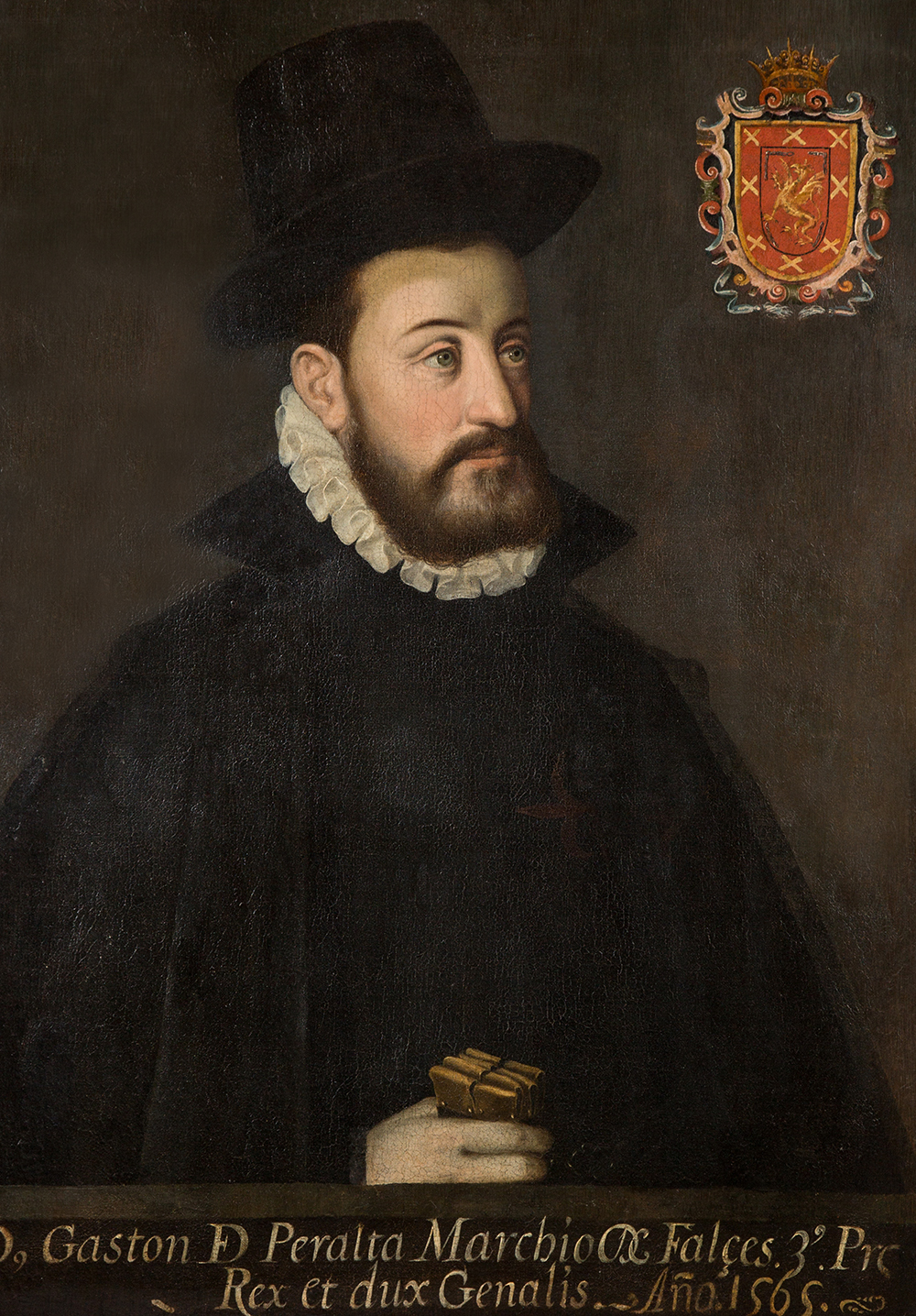
Virrey Gastón de Peralta

La Real Hacienda denunció los hechos al Virrey como un ataque directo al rey Felipe II, y los conspiradores fueron detenidos. Entre los arrestados se encontraban los tres hijos de Cortés. Varios miembros de la conspiración fueron ejecutados. Unos días después, el virrey Gastón de Peralta intervino directamente y liberó a los tres hijos de Cortés.
El 16 de julio de 1566 llegaron guardias para arrestar a Martín Cortés y llevarlo a las casas reales. Supo que también habían sido hechos prisioneros sus hermanos, los hermanos Ávila y otros dieciocho amigos. Se les acusaba de conspirar para ungir como rey de la Nueva España al marqués, su hermano don Martín.  Fue llevado ante el juez el día de su detención, tres días después de haber sido interrogado, envió al juez una petición pidiéndole que lo acusara de algo o lo dejara ir, pero no pasó nada. Seis días después, volvió a intentarlo y, una vez más, no pasó nada. Finalmente, trece días después, fue acusado de haber sabido desde hacía diez u once meses que su hermano y otras personas de su círculo cercano estaban acusados de planear una rebelión y un levantamiento contra el rey. Alfonso de Ávila y su hermano fueron decapitados públicamente y, en septiembre de 1566, el primer hermano de Cortés, Luis, fue condenado a muerte por decapitación.
Sin embargo antes de que esto sucediera, un nuevo virrey, el Marqués de Falces, llegó a Veracruz el 15 de noviembre de 1567. Permitió que los dos hermanos de Martín abandonaran la Nueva España y que Luis fuera a cumplir condena en una colonia cerca de Argelia mientras que a Martín se le permitió defender su caso ante el rey. Sin embargo, Martín, el hijo de la Malinche, se quedó en México.

### Tormento del Mestizo
El 7 de enero de 1568, Cortés, el Mestizo fue sometido a un tormento para arrancarle su confesión. Se le aplicó el de cordeles y jarras de agua, el cual consistió en apretarle los brazos, muslos, pantorrillas y dedos; posteriormente, con un embudo en la boca se le hizo ingerir grandes cantidades de agua. También le dislocaron ciertas extremidades del cuerpo. Sin embargo, el Mestizo no reveló nada durante el tormento y se le condenó a destierro perpetuo. Las acciones del licenciado Alonso Muñoz fueron denunciadas al rey, quien en la Semana Santa de 1568 giró órdenes para que se presentara en España a la brevedad. Felipe II reprochó enérgicamente a Muñoz su conducta; al día siguiente el visitador fue encontrado muerto en su habitación.
Los frailes franciscanos informaron al rey que la supuesta conspiración no había sido más que fantaseos de jóvenes sin juicio y damas ociosas, lamentando en gran medida la muerte de los hermanos Ávila. A pesar de que los hijos de Cortés fueron hallados culpables, se les perdonó la vida y fueron desterrados a España. En 1574, además, el rey se condolió de los hijos de Hernán Cortés y todos fueron exonerados.

## Boda y muerte
El Mestizo se casó con Bernardina de Porras y tuvo un hijo al que llamaron Hernando, homónimo del tercer heredero del Marquesado de Oaxaca, pues su medio hermano se casó con Magdalena Manrique y bautizó con el mismo nombre a su primogénito. Se dice, aunque no es un hecho históricamente comprobado, que el Mestizo participó bajo las órdenes de Juan de Austria, hermano de Felipe II, en una de las guerras contra los moros hacia 1569, la denominada Rebelión de las Alpujarras (la nueva guerra de Granada), en la que también combatió el Inca Garcilaso de la Vega. Martín el Mestizo habría caído en la revuelta en 1569.